# Cantonul Homécourt
Cantonul Homécourt este un canton din arondismentul Briey, departamentul Meurthe-et-Moselle, regiunea Lorena, Franța.

## Comune
| Comune     | Populație (1999) | Cod poștal | Cod INSEE |
| ---------- | ---------------- | ---------- | --------- |
| Auboué     | 2 807            | 54580      | 54028     |
| Batilly    | 1 130            | 54980      | 54051     |
| Hatrize    | 684              | 54800      | 54253     |
| Homécourt  | 6 817            | 54310      | 54263     |
| Jouaville  | 260              | 54800      | 54283     |
| Moineville | 877              | 54580      | 54371     |
| Moutiers   | 1 923            | 54660      | 54391     |
| Saint-Ail  | 328              | 54580      | 54469     |
| Valleroy   | 2 296            | 54910      | 54542     |